# Adelpha bredowii
Adelpha bredowii is een vlinder uit de onderfamilie Limenitidinae van de familie Nymphalidae. De wetenschappelijke naam van de soort werd in 1837 gepubliceerd door Jacob Hübner.

## Ondersoorten
- Adelpha bredowii bredowii
- Adelpha bredowii californica (Butler, 1865)
  - = Heterochroa californica
- Adelpha bredowii eulalia (Doubleday, 1848)

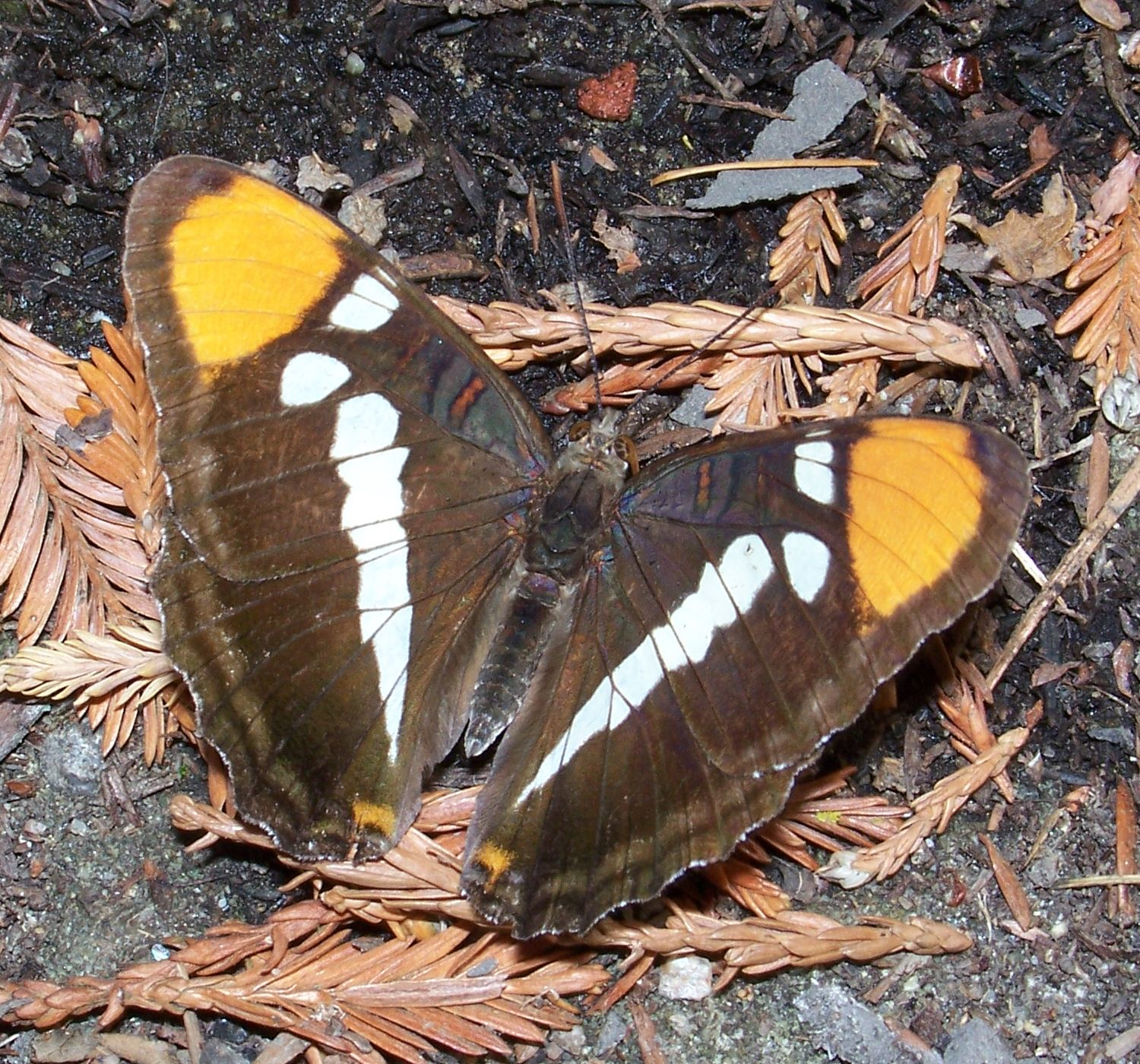
Adelpha bredowii californica

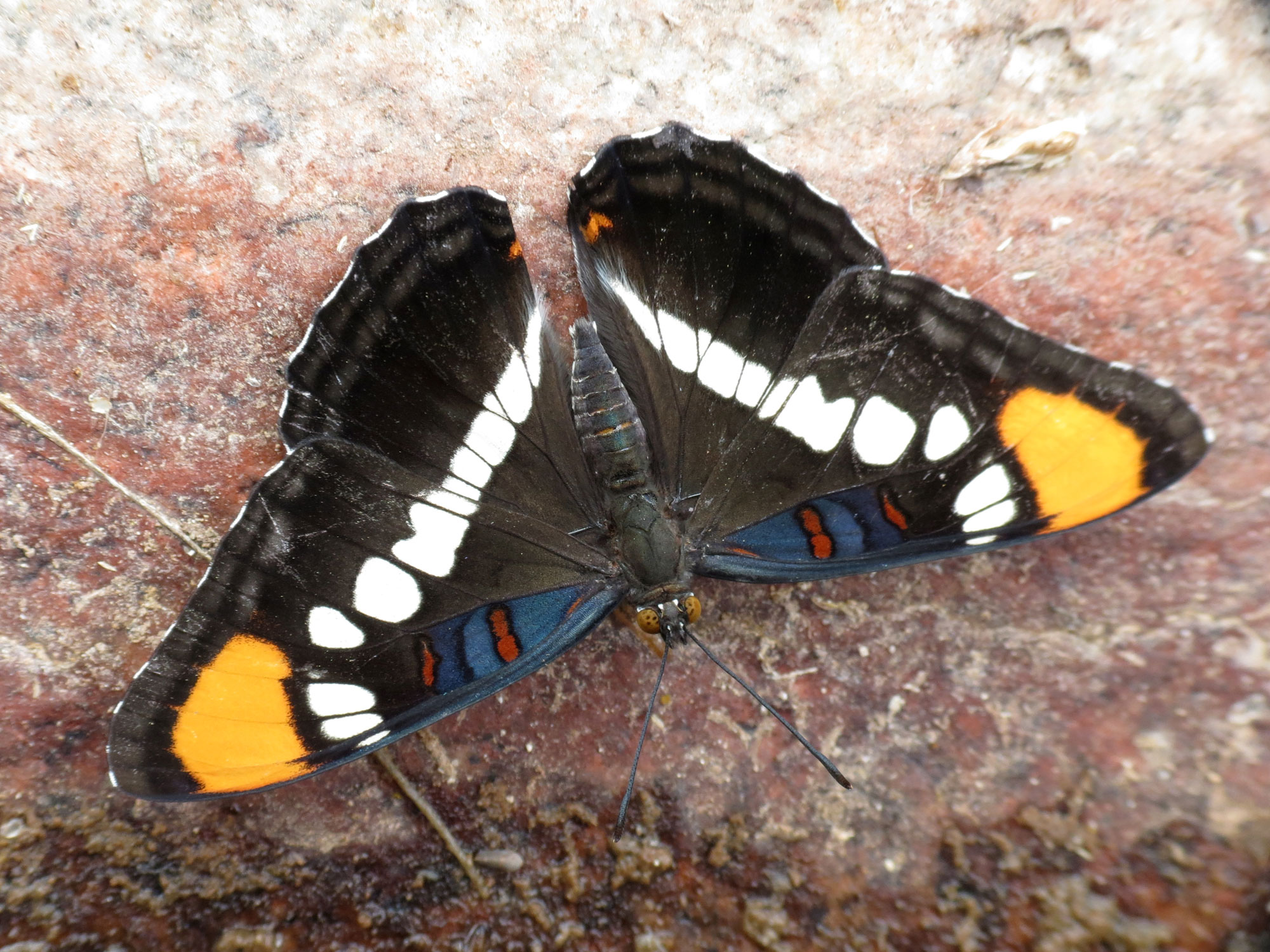
Adelpha bredowii eulalia

  - = Limenitis eulalia